# دينيس هينيغ
دينيس هينيغ (بالإنجليزية: Dennis Hennig)‏ هو عازف بيانو أسترالي، ولد في 28 فبراير 1951، وتوفي في 17 يناير 1993.

## وصلات خارجية
- دينيس هينيغ على موقع ميوزك برينز (الإنجليزية)